# Weitmund-Purpurschnecke
Die Weitmund-Purpurschnecke (Plicopurpura patula) ist eine Schnecke aus der Familie der Stachelschnecken, die in der Karibik und im Ostpazifik verbreitet ist.

## Merkmale
Das große, feste und spindel- bis eiförmige Schneckenhaus von Plicopurpura patula, das bei ausgewachsenen Schnecken eine Länge von etwa 9 cm erreicht, hat ein kurzes, stumpfes Gewinde mit abgesetzt gerundeten, rasch zunehmenden Windungen. Der sehr große Körperumgang ist oben verflacht und unten wulstig gerandet. Das Gehäuse ist mit 6 bis 7 quer verlaufenden Rippen skulpturiert, auf denen spitze, mit zunehmendem Alter stärker abgerundete Knoten sitzen. Dazwischen verlaufen flache Querriefen, die breiter als die Zwischenräume sind. Die sehr große, weit offene, ovale Gehäusemündung läuft in eine Rinne aus. Die breite Spindel ist gekrümmt, die äußere Lippe der Gehäusemündung an der Innenseite leicht gefurcht gekerbt. Die Knoten und Riefen sind meist tief kastanienbraun, die Zwischenräume dagegen weißlich. Es können Zwischenräume und Knoten aber auch abwechselnd braun und weißlich sein. Manchmal verlaufen helle Binden über die unteren Rippen hinweg. Das Innere der Gehäusemündung ist weißlich mit undeutlichen Bändern und Flammen, die Furchen und Kerben schwärzlich und der übrige Innenrand orangerot oder auch in Gänze dunkelbraun, die Spindel gelb-rötlich oder braun-rötlich-gelb mit elliptischen kastanienbraunen Flecken an der Oberseite. Das Protoconch ist multispiral und weist eine Sinusigera-Lippe beim Übergang zum Teleoconch auf. Das nierenförmige, längsgestreifte, innen mit elliptischen Ringen versehene Operculum ist hornig und nimmt später eine tiefbraune Färbung an. Ein Nucleus ist nicht erkennbar.
Die Radula, mit zwei seitlichen hakenförmigen Zähnen und einem breiten Mittelzahn, der zentral eine mächtige Zahnspitze besitzt, folgt dem Grundbauplan der Stachelschnecken. Diagnostisch für die Weitmund-Purpurschnecke ist ein länglicher Schlitz auf der zentralen Zahnspitze des Mittelzahn.
Die Hypobranchialdrüse der Schnecke sondert bei Störungen einen zunächst klaren Purpurfarbstoff ab, der nach Knoblauch riecht.

## Verbreitung, Lebensraum und Lebensweise
Das Verbreitungsgebiet von Plicopurpura patula liegt im tropischen West-Atlantik. Von Florida bis nach Trinidad, entlang der mittelamerikanischen Küste, und in der Karibik, ist die weitmündige Purpurschnecke in der Gezeitenzone auf felsigen Untergründen zu finden. Seit 2012 findet man sporadisch in niedriger Anzahl Individuen dieser Art an der nordostatlantischen Küste in Nordspanien, wo sie jedoch keine stabile Populationen zu bilden vermag.

## Lebenszyklus
Wie andere Neuschnecken ist Plicopurpura patula getrenntgeschlechtlich. Nach der Begattung kommen Weibchen zusammen, um mattenförmige Gelege mit gestielten Eikapseln abzulegen, aus denen dann Veliger-Larven schlüpfen. Von der multispiralen Protoconch mit Sinusigera-Lippe am Apex der Schneckengehäuse von adulten Tieren, lässt sich ableiten, dass die Art eine teleplanische Entwicklung hat, wie alle bisher bekannten Arten der Subfamilie Rapaninae.

## Ernährungsökologie
Plicopurpura patula frisst Käferschnecken, Seepocken, röhrenbildende Vielborster und Kahnschnecken. Letztere greift sie an, indem sie ihre Proboscis unter das Operculum presst und das Fleisch innerhalb der Beuteschale mit der Radula abraspelt. Der Fressvorgang kann mehrere Stunden dauern, wobei die beiden Schneckenhäuser des Räubers und der Beute fest zusammengehalten werden.